# ZNF547
ZNF547 (англ. Zinc finger protein 547) – білок, який кодується однойменним геном, розташованим у людей на довгому плечі 19-ї хромосоми. Довжина поліпептидного ланцюга білка становить 402 амінокислот, а молекулярна маса — 45 956.
| 10         |  | 20         |  | 30         |  | 40         |  | 50         |
| ---------- |  | ---------- |  | ---------- |  | ---------- |  | ---------- |
| MAEMNPAQGH |  | VVFEDVAIYF |  | SQEEWGHLDE |  | AQRLLYRDVM |  | LENLALLSSL |
| GCCHGAEDEE |  | APLEPGVSVG |  | VSQVMAPKPC |  | LSTQNTQPCE |  | TCSSLLKDIL |
| RLAEHDGTHP |  | EQGLYTCPAH |  | LHQHQKEQIR |  | EKLSRGDGGR |  | PTFVKNHRVH |
| MAGKTFLCSE |  | CGKAFSHKHK |  | LSDHQKIHTG |  | ERTYKCSKCG |  | ILFMERSTLN |
| RHQRTHTGER |  | PYECNECGKA |  | FLCKSHLVRH |  | QTIHSGERPY |  | ECSECGKLFM |
| WSSTLITHQR |  | VHTGKRPYGC |  | SECGKFFKCN |  | SNLFRHYRIH |  | TGKRSYGCSE |
| CGKFFMERST |  | LSRHQRVHTG |  | ERPYECNECG |  | KFFSLKSVLI |  | QHQRVHTGER |
| PYECSECGKA |  | FLTKSHLICH |  | QTVHTAAKQC |  | SECGKFFRYN |  | STLLRHQKVH |
| TG         |  |            |  |            |  |            |  |            |

A: Аланін

C: Цистеїн

D: Аспарагінова кислота

E: Глутамінова кислота

F: Фенілаланін

G: Гліцин

H: Гістидин

I: Ізолейцин

K: Лізин

L: Лейцин

M: Метіонін

N: Аспарагін

P: Пролін

Q: Глутамін

R: Аргінін

S: Серин

T: Треонін

V: Валін

W: Триптофан

Задіяний у таких біологічних процесах, як транскрипція, регуляція транскрипції, альтернативний сплайсинг. 
Білок має сайт для зв'язування з іонами металів, іоном цинку, ДНК. 
Локалізований у ядрі.